# 正義

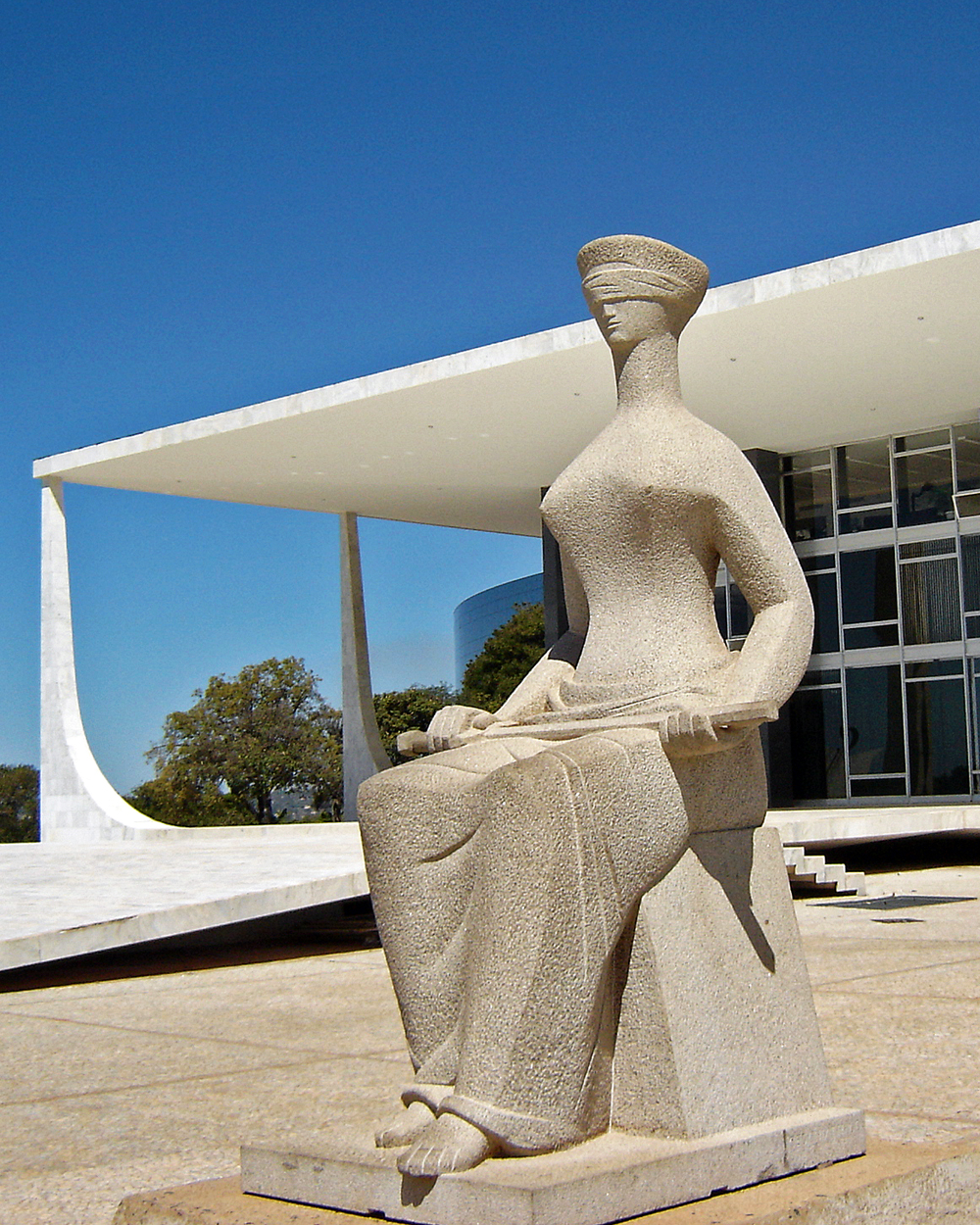
ブラジル・ブラジリアにある最高裁判所の前で、アルフレド・セスキアッティの彫刻「ユースティティア」。

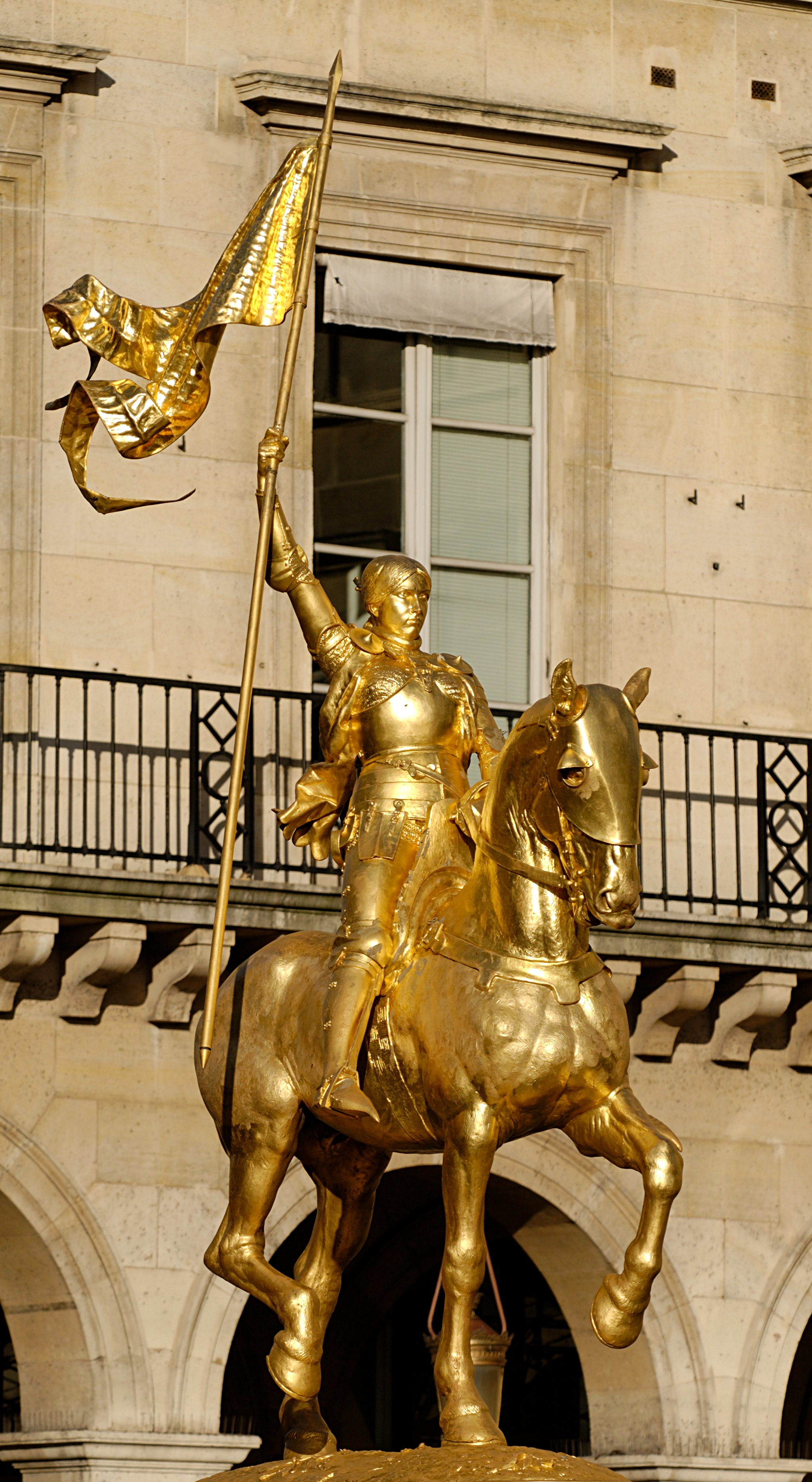
正義の勇者を象徴するジャンヌ・ダルクの黄金像。仏・パリ、リヴォリ通りピラミッド広場。

正義（せいぎ、英: justice、仏: justice、独: Gerechtigkeit、羅: jūstitia、希: δικαιοσύνη）は、明治以降「義」に代わって使用され、倫理、合理性、法律、自然法、宗教、公正などに基づく道徳的な正しさに関する概念である。対義語は「不義」。正義の実質的な内容を探究する学問分野は正義論と呼ばれる。広義すなわち日本語の日常的な意味においては、道理に適った正しいこと全般を意味する。以下では、もっぱら西洋における概念（すなわちjusticeないしそれに類似する言葉で示されるもの）を記述する。東洋のそれについては義のページを参照。

## 分類

### 報復的正義
報復的正義(retributive justice)とは、適法に証明された犯罪に対する適切な対応を定め、それによって刑罰が正しく課されそして道徳的に正しいとみなされるところのものである。同害報復（タリオの法、羅: lex talionis）すなわち「目には目を、歯には歯を」もこの報復的正義の一態様として考察されうる。

### 修復的正義
修復的正義(restorative justice)とは、もっぱら刑事政策上の概念であり、加害者が被害者との対話などを通じて自己の行為を反省し、また被害者もそれを通じて自己の受けた被害を納得がいくまで考察するというプロセスを意味する。その他の関係者が参加することもある。歴史的に見れば比較的新しい種類の正義概念である。

### 配分的正義
配分的正義(distributive justice)とは、各人に各人のものを配分すること、すなわち、各人がそれぞれ持つべきものを実際に持つように働きかけることである。
配分的正義の特徴は、各人が何らかの事物に対する自己の相応しさに応じてそれを比例的に持つことを目標とする点にある。例えば、平等主義は、各人が何らかの対象を平等に（すなわち1：1で）持つべきであるとする立場であり、各人に各人のものを配分するという形式的指図の実質化である。
このような基準は様々に考えられ、例えば、労働の対価を労働時間に応じて配分すべきだという基準が採用されるときには、2時間労働した人は1時間労働した人の倍額を受領するべきであり、また、労働の対価を実際の労働量に応じて配分すべきだという基準が採用されるときには、1時間で10個の製品を作った人は同じ時間で同質の5個の製品を作った人の倍額を受領すべきことになる（正当対価ないし正当価格の問題）。
このような多様性のため、新カント派のラートブルフのように、配分的正義を理念として掲げながら、価値相対主義にもとづいて、その実質的内容を不問とする考え方もある。
これによって加害者と正義とは、一旦崩されたあるべき状態を回復すること、あるいは、己のもつ正しい状態に戻すこと。このようなニュアンスは、英語の「正義」justiceに対応する形容詞が「ぴったり」「ちょうどよい」justという用法を持つことに現れている。
これらの区別はアリストテレス以来、西欧哲学においては伝統的なものとなっている。配分ないし匡正の対象は多様であり、財産、権力、名誉などがこれに含まれる。

### 匡正的正義
匡正的正義とは、一旦破壊されたあるべき状態を回復すること、すなわち、各人が持っているべきものを奪われたとき、あるいは、各人が持つべきでないものを持っているときに、それを返還したり放棄したりするように働きかけることである。
匡正的正義の典型的な例として、損害賠償や不当利得がある。匡正的正義の特徴は、各人が不正に失ったり受け取ったりしたものを、算術的計算によって再受領ないし返還しなければならないという点にある。
例えば、AがBから100万円を盗んだときには、利息などを考慮しない限りにおいて、同額の100万円を返還しなければならない。

## 正義論

### 古代

#### プラトン
プラトンは、ソクラテス以前の自然哲学が抱いていた関心を離れて、人間および人間社会の正しさというものを体系的に論じた人物である。彼の正義概念は『国家』においてソクラテスの口を借りて論じられており、彼によれば正義とは、個人あるいは共同体の中で調和が完成されていることに他ならない。ここでプラトンは、正義には個人の正義と国家の正義があると述べているけれども、そのあり方は基本的に一致するとされる。個人の正義と国家の正義という一見異なるように思われる正義が一致するのは、プラトンによれば、国家は究極的には個人の集合体であり、個人の性格に由来しない国家の性格というものは存在しないからである。まず国家の正義について見ると、国家の正義とは、民衆、兵士そして支配者がそれぞれの職分を全うすることであると定義される。つまり、生活に必要な物を生産する民衆、国家を守護する兵士そして全体の監督にあたる支配者が、各人に割り当てられた仕事を果たすこと全体を指すのが、国家の正義という概念である。そこでは、「自分のことをするだけで、余計な手だしをしないのが正義である」と言われる。次に個人の正義について見ると、それは国家の正義の縮小版であると理解することができる（あるいは国家の正義が個人の正義の拡大版であると理解することができる）。すなわち、魂および身体を監督する支配者としての知恵、魂および身体を外敵から保護する勇気、そしてそれ以外の能力がお互いの役割を侵犯せずに調和のとれた形で自己の責務を果たす節制、これらの３つの徳が実現するとき、個人は全体として正義に適った存在となる。このように、プラトンは、自己に相応しい仕事や職分を果たすことが正義であると考えており、アリストテレスの正義論のような単なる財産関係・懲罰関係を超えた人生観と結びついている点が特徴的である。

#### アリストテレス
アリストテレスはプラトンの弟子であったが、プラトンのイデア論を厳しく批判したのみならず、正義論についても師と袂を分かつことになった。アリストテレスは、正義という概念をまず広義における正義と狭義における正義とに区別して、広義における正義とは徳全般の別称であるとした。他方で、狭義の正義概念については、さらにこれを2つに区別した。狭義における第一の正義概念は、配分的正義と呼ばれ、「各人に各人のものを」という後世において格言となったものである。この正義は、報償であれ罰であれ各人が各人に相応しいものを受け取ることを要求する。そして、この受け取る量は、各人の相応しさに比例して増加減少するため、配分的正義は比例的計算に服する（例えば、２倍働いた人は給料を２倍受け取るべきである、という価値判断はこの配分的正義に属する）。第二の正義概念は、矯正的正義と呼ばれ、ある人が自己に相応しいものを奪われたとき、あるいは自己に相応しくないものを持っているときに適用される。ある人が自己に相応しいものを奪われるときとは、典型的には例えば窃盗による財産減少が考えられる。逆に、自己に相応しくないものを持っている人とは、盗人がこれに当たる。

### 現代
一方、正義のない状態では社会秩序が保たれないとの危惧から、1971年にアメリカの哲学者ロールズは「正義論」を著し、相対主義下での正義を再構築しようと試み、カントやロック、ルソーなどの社会契約論に回帰する「公正としての正義」を主張した。
- 「公正としての正義」
第一原理、各人には基本的自由に対する平等の権利があること。
第二原理、社会的・経済的不平等は最も恵まれない人の利益を最大化するときにのみ許され（格差原理）、いかなる職務や地位につく可能性も全ての人に開かれていること（公正な機会均等の原理）

｢無知のヴェール」の下で全ての人によって選択されるこれらの原理に適う制度の確立と、それによって統治される社会の安定性を説き、正義の規範理論を打ち立てようと試みた。
これをきっかけに正義に関する多くの論文が発表され、その勢いは「ロールズ研究産業」と呼ばれるほどで、今もその勢いは衰えず、彼が現代の正義の議論に対して与えた影響はとても大きなものであることがうかがえる。今日でも法哲学上で使われる正義は公正さに重きを置いており、一般に使われる正義とはややニュアンスが違う。ただし、その理論は演繹過剰のきらいがあり、実際の政策論議には妥当しないとも指摘されている。